# Edward Ludwig
Edward Ludwig, nato Isidor Irving Litwack (Balta, 7 ottobre 1898 – Santa Monica, 20 agosto 1982), è stato un regista russo naturalizzato statunitense.
Era noto anche come Edward I. Luddy, nome con il quale si fece conoscere nei primi tempi della sua attività cinematografica.

## Biografia
Isidor Irving Litwack nacque in Ucraina, ai tempi dell'Impero russo. Lasciò da bambino l'Europa, imbarcandosi per l'America, dove crebbe e studiò, prima in Canada e poi a New York. Iniziò a lavorare nel cinema come attore, quindi passò alla sceneggiatura e, infine, alla regia.

## Filmografia

### Regista
- Rocked to Sleep (1920)
- Rip Van Winkle (1921)
- The Man Who Waited (1922)
- The Tired Business Man (1924)
- Delivering the Goods (1924)
- Lost Control (1924)
- Paging Money (1924)
- Her Fortunate Face (1924)
- The Blow Out (1924)
- What an Eye (1924)
- Some Tomboy (1924)
- Here He Comes! (1924)
- Sweet Dreams (1924)
- Speed Boys (1924)
- Broadway Beauties (1924)
- A Family Row (1924)
- Harem Follies (1924)
- Present Arms (1924)
- His First Degree (1924)
- The Aggravatin' Kid (1925)
- Getting Trimmed (1925)
- Her Daily Dozen (1925)
- Taming the East (1925)
- Nobody's Sweetheart (1925)
- My Baby Doll (1925)
- Powdered Chickens (1925)
- Putting on Airs (1925)
- Gridiron Gertie (1925)
- Just in Time (1925)
- So Long Bill (1925)
- Won by Law (1925)
- Officer Number Thirteen (1925)
- Account of Monte Cristo (1925)
- The Speedy Marriage (1925)
- Going Good (1925)
- Last of the Mohegians (1926)
- Her Lucky Leap (1926)
- Flying Wheels (1926)
- Yearning for Love (1926)
- Painless Pain (1926)
- Working Winnie (1926)
- Monkeys Prefer Blondes (1926)
- Sign Them Papers (1927)
- Winnie Wakes Up (1927)
- Quiet, Please (1927)
- Spuds (1927)
- Jake the Plumber (1927)
- Hollywood or Bust (1928)
- Come on Horace (1928)
- Fun in the Clouds (1928)
- A Woman's Man (1928)
- Leaping Through (1928)
- Sleeping Through (1928)
- Whose Baby? (1929)
- At the Front (1929)
- Love and Sand (1929)
- The Messenger Boy (1931)
- Julius Sizzer (1931)
- Steady Company (1932)
- I milioni... che disgrazia! (They Just Had to Get Married) (1932)
- A Woman's Man (1934)
- Let's Be Ritzy (1934)
- Friends of Mr. Sweeney (1934)
- The Man Who Reclaimed His Head (1934)
- Il figlio conteso (Age of Indiscretion) (1935)
- Old Man Rhythm (1935)
- È scomparsa una donna (Three Kids and a Queen) (1935)
- La donna fatale (Fatal Lady) (1936)
- Adventure in Manhattan (1936)
- Her Husband Lies (1937)
- L'ultimo gangster (The Last Gangster) (1937)
- Quella certa età (That Certain Age) (1938)
- Angeli del mare (Coast Guard) (1939)
- Come Robinson Crusoè (Swiss Family Robinson) (1940)
- Incontro a New York (The Man Who Lost Himself) (1941)
- Born to Sing (1942)
- They Came to Blow Up America (1943)
- Bomber's Moon (1943)
- I conquistatori dei sette mari (The Fighting Seabees) (1944)
- Three Is a Family (1944)
- Texas selvaggio (The Fabulous Texan) (1947)
- La strega rossa (Wake of the Red Witch) (1948)
- La pista di fuoco (The Big Wheel) (1949)
- Hong Kong (Smuggler's Island) (1951)
- Marijuana (Big Jim McLain) (1952)
- L'oro dei Caraibi (Caribbean) (1952)
- L'urlo della foresta (The Blazing Forest) (1952)
- Sangaree (1953)
- La primula rossa del Sud (The Vanquished) (1953)
- Il tesoro del Rio delle Amazzoni (Jivaro) (1954)
- L'avventuriera di Bahamas (Flame of the Islands) (1956)
- Le avventure di Cheyenne Bill (Cheyenne) – serie TV, 1 episodio (1957)
- Lo scorpione nero (The Black Scorpion) (1957)
- Il tenente Ballinger (M Squad) – serie TV, 1 episodio (1958)
- Buckskin – serie TV, 1 episodio (1958)
- The Restless Gun – serie TV, 28 episodi (1957-1959)
- Bonanza – serie TV, 1 episodio (1959)
- The Betty Hutton Show – serie TV, 1 episodio (1959)
- The Texan – serie TV, 2 episodi (1959-1960)
- Maisie – film TV (1960)
- The Aquanauts – serie TV, 1 episodio (1960)
- Furia del West (The Gun Hawk) (1963)
- Branded – serie TV, 1 episodio (1966)

### Sceneggiatore
- Just in Time, regia di Edward Ludwig (1925)
- The Irresistible Lover, regia di William Beaudine - adattamento (1927)
- The Virtuous Husband, regia di Vin Moore (1931)